# Nossiwka
Nossiwka (ukrainisch Носівка; russisch Носовка Nossowka) ist eine Stadt in der ukrainischen Oblast Tschernihiw und war bis Juli 2020 das Zentrum des gleichnamigen Rajons Nossiwka mit 12.500 Einwohnern (Stand 2023).

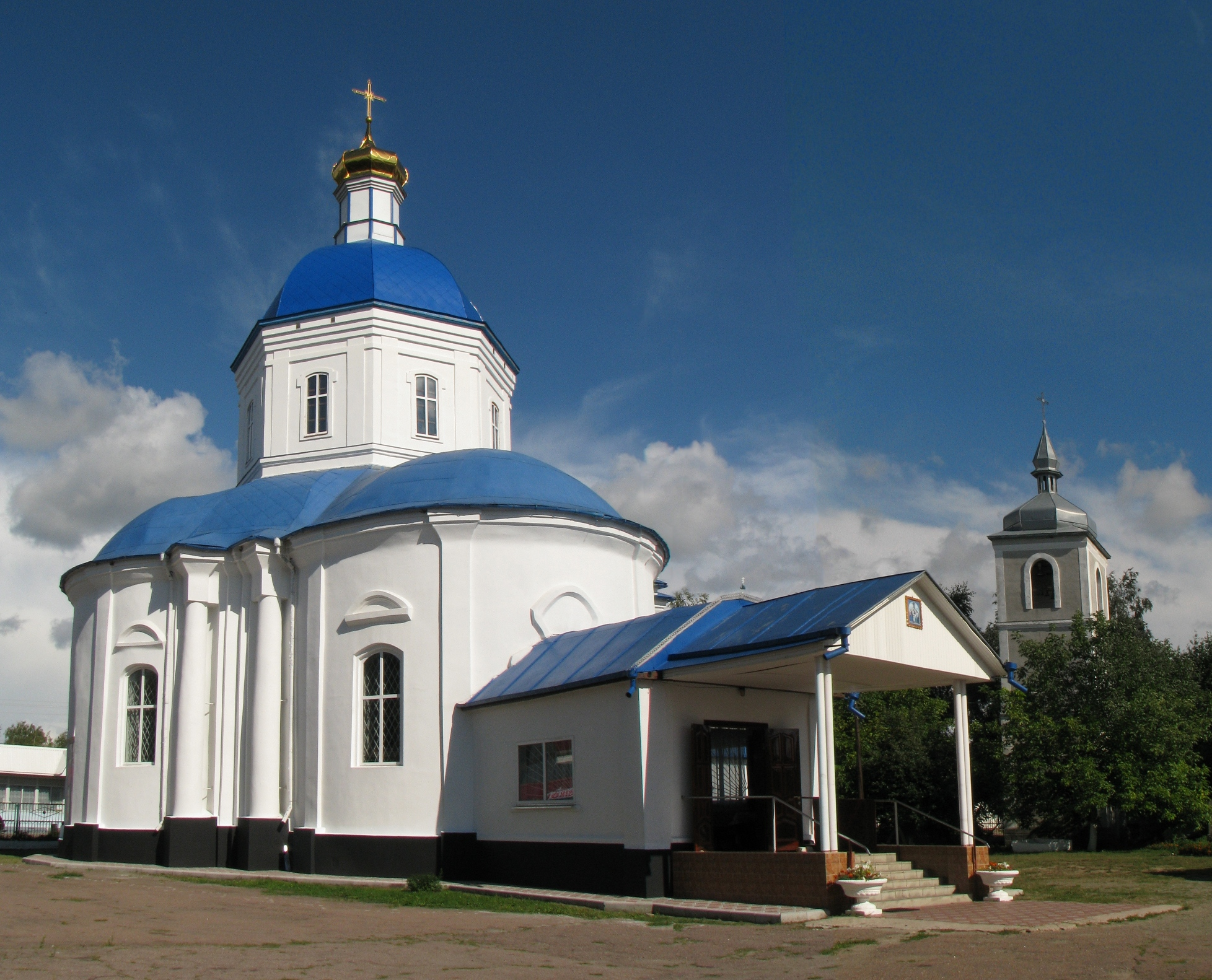
Orthodoxe Kirche in Nossiwka von 1765

## Geschichte
Die Stadt wurde 1147 erstmals unter dem Namen Nossiw na Rudi erwähnt. 1960 erhielt Nossiwka den Status der Stadt.

## Verwaltungsgliederung
Am 30. September 2016 wurde die Stadt zum Zentrum der neugegründeten Stadtgemeinde Nossiwka (Носівська міська громада/Nossiwska miska hromada). Zu dieser zählten auch die 17 in der untenstehenden Tabelle aufgelisteten Dörfer, bis dahin bildete sie zusammen mit den Dörfern Debrewe, Lissowi Chutory, Lukaschiwka und Pidhajne die gleichnamige Stadtratsgemeinde Nossiwka (Носівська міська рада/Nossiwska miska rada) im Südwesten des Rajons Nossiwka.
Am 12. Juni 2020 kam noch die 3 Dörfer Adamiwka, Derschaniwka und Wedmediwka zum Gemeindegebiet.
Am 17. Juli 2020 kam es im Zuge einer großen Rajonsreform zum Anschluss des Rajonsgebietes an den Rajon Nischyn.
Folgende Orte sind neben dem Hauptort Nossiwka Teil der Gemeinde:
| Name                                     | Name                    | Name                                                    |
| ukrainisch transkribiert                 | ukrainisch              | russisch                                                |
| ---------------------------------------- | ----------------------- | ------------------------------------------------------- |
| Adamiwka                                 | Адамівка                | Адамовка (Adamowka)                                     |
| Andrijiwka                               | Андріївка               | Андреевка (Andrejewka)                                  |
| Debrewe                                  | Дебреве                 | Дебрево (Debrewo)                                       |
| Derschaniwka                             | Держанівка              | Держановка (Derschanowka)                               |
| Doslidne                                 | Дослідне                | Дослидное (Doslidnoje)                                  |
| Irschawez                                | Іржавець                | Иржавец                                                 |
| Jabluniwka (bis 2016 Schljach Illitscha) | Яблунівка (Шлях Ілліча) | Яблоновка (Jablonowka)/Шлях Ильича (Schljach Iljitscha) |
| Jasna Sirka                              | Ясна Зірка              | Ясная Зирка (Jasnaja Sirka)                             |
| Kobyleschtschyna                         | Кобилещина              | Кобылещина (Kobyleschtschina)                           |
| Kosary                                   | Козари                  | Козары                                                  |
| Korobtschyne                             | Коробчине               | Коробчино (Korobtschino)                                |
| Krynyzja                                 | Криниця                 | Криница (Kriniza)                                       |
| Lissowi Chutory                          | Лісові Хутори           | Лесовые Хуторы (Lessowyje)                              |
| Lukaschiwka                              | Лукашівка               | Лукашовка (Lukaschowka)                                 |
| Pidhajne                                 | Підгайне                | Подгайное (Podgainoje)                                  |
| Stawok                                   | Ставок                  | Ставок                                                  |
| Sulak                                    | Сулак                   | Сулак                                                   |
| Tertyschnyky                             | Тертишники              | Тертышники (Tertyschniki)                               |
| Wedmediwka                               | Ведмедівка              | Ведмедевка (Wedmedewka)                                 |
| Wolodkowa Diwyzja                        | Володькова Дівиця       | Володькова Девица (Wolodkowa Dewiza)                    |

## Söhne und Töchter der Stadt
- Iwan Kotscherha (* 6. Oktober 1881; † 29. Dezember 1952 in Kiew), Dramatiker
- Serhij Schyschko (* 25. Juni 1911; † 26. April 1997 in Kiew), Maler
- Witalij Tyschtschenko (* 28. Juli 1957), Mittel- und Langstreckenläufer
- Victoria Spartz (* 6. Oktober 1978), US-amerikanische Politikerin

## Einzelnachweise

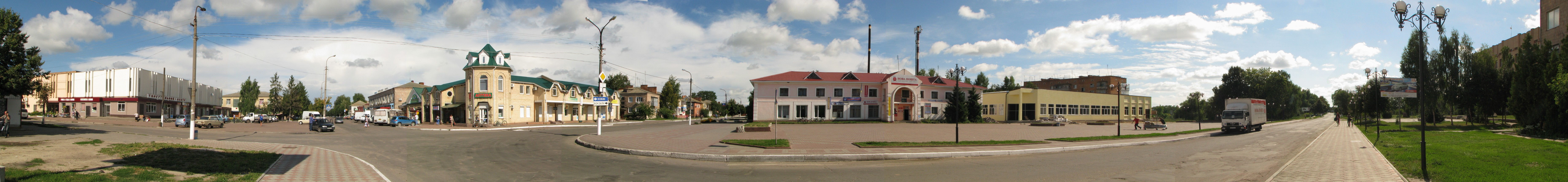
Zentraler Platz der Stadt